# FC Vestsjælland
Der FC Vestsjælland (deutsch: FC Westseeland, kurz: FCV) war ein dänischer Fußballverein in Slagelse, der am 1. Juli 2008 gegründet wurde. Der Verein trug seine Heimspiele in der Harboe Arena Slagelse aus. Der FC Vestsjælland spielte zuletzt in der 1. Division, der zweithöchsten Liga im dänischen Fußball. Nach finanziellen Schwierigkeiten und einem Punkteabzug im Laufe der Saison musste der Verein am 9. Dezember 2015 Konkurs anmelden; der Spielbetrieb wurde eingestellt. Letzter Trainer der Profis war Michael Hemmingsen.

## Allgemeines
Die Farben des Vereins waren rot-blau. Das Heimtrikot war überwiegend rot mit weißen Rändern an Ärmel und Kragen. Die Hose ist vollständig in einem hellen blau, während die Stutzen wieder rot mit weißen Akzenten beinhalten.

## Geschichte

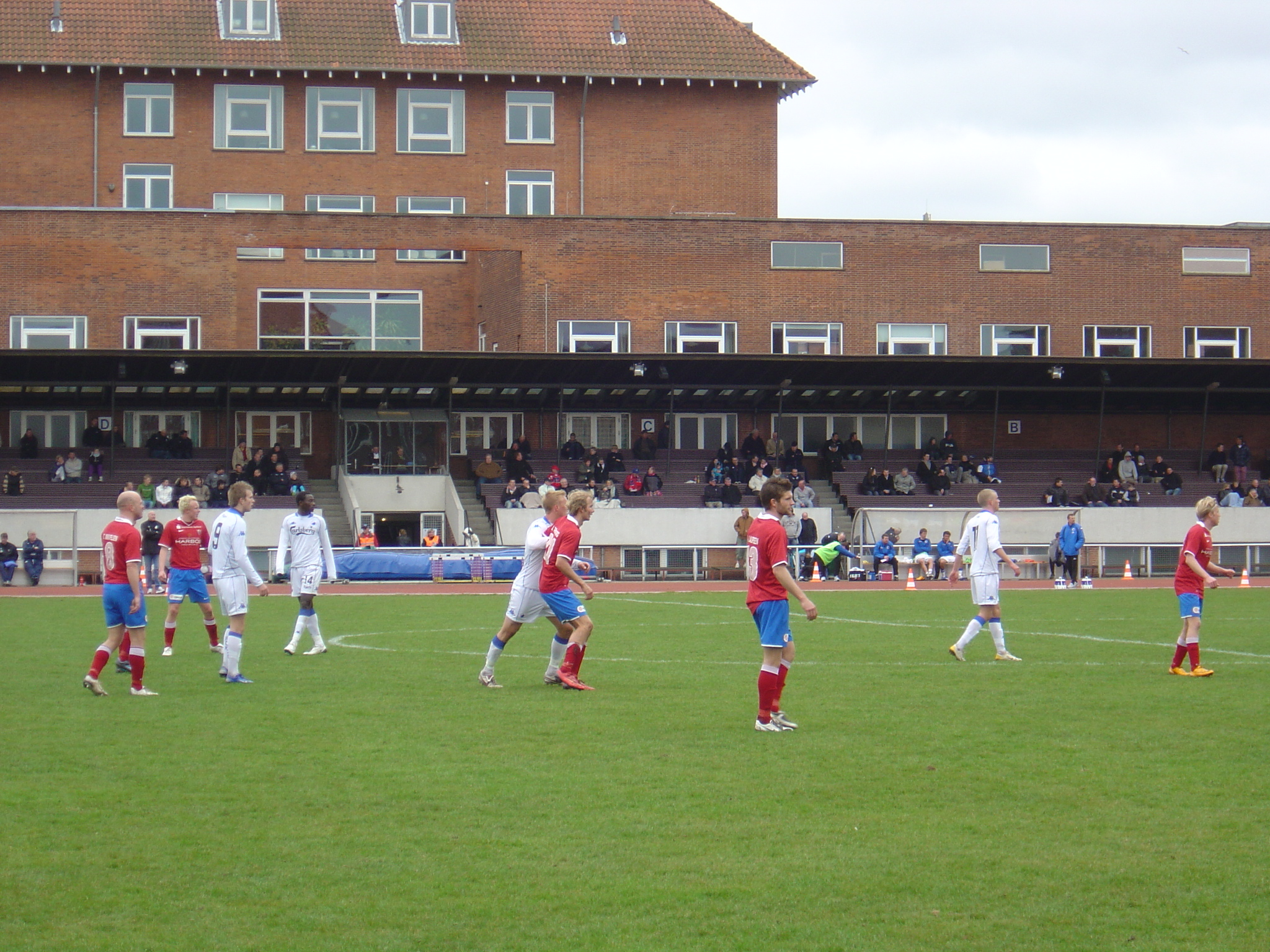
Der FCV im Spiel gegen die Reservemannschaft des FC Kopenhagen.

Der FC Vestsjælland war ein Schwesterverein von Slagelse B&I. Gegründet wurde er zum 1. Juli 2008. Erster Trainer wurde Jeppe Tengbjerg. Dieser betreute das Team fortan in der 2. Division Øst, der dritthöchsten Liga in Dänemark. Obwohl Tengbjerg gute Arbeit lieferte und die Mannschaft nach oben führte, wurde er Ende März 2009 entlassen und durch den ehemaligen Bundesliga-Profi Michael Schjønberg ersetzt. Dieser schaffte in den verbleibenden Spielen den Aufstieg in die Viasat Sport Division. Mit Ove Pedersen stieg der Verein im Sommer 2013 in die erste Liga auf. Ihm folgte Michael Hansen im Mai 2014, gefolgt von Michael Hemmingsen, der bis zur Insolvenz im Winter 2015 auch letzter Trainer der Profimannschaft des Vereins war, im September 2015.
Nur ein halbes Jahr nach dem Erreichen des dänischen Pokalfinales stellte der FC Vestsjælland 2015 einen Konkursantrag. Dies hatte einen Punktabzug von sechs Zählern zur Folge. Selbst wenn ein Sanierungsplan erfolgreich gewesen wäre, wäre der Punkteabzug rechtsmäßig gewesen. In der Winterpause 2015/16 wurde Vestsjaelland endgültig vom Spielbetrieb ausgeschlossen und der Verein aufgelöst.

## Sponsoren und Ausstatter

### Trikotsponsoren
- 2008–2015: Sparkasse Sjælland und Harboe (Bierbrauerei)

### Bekleidungsausstatter
- 2008–2013: Nike
- 2013–2015: Mitre
- 2015: Legea

## Stadion
Seine Heimspiele trug der Klub in der Harboe Arena Slagelse in Slagelse aus. Die Mehrzweckarena hat eine Kapazität von 10.000 Besuchern. Davon sind 3.300 Sitzplätze vorhanden. Gebaut wurde sie bereits 1927 von der Gemeinde der Stadt und diente fortan dem Mutterverein Slagelse BK&IF. Während des Fußballbooms in Dänemark in den 1970er Jahren war das Stadion regelmäßig ausgelastet. Gerade in Begegnungen mit dem damaligen Rivalen Holbæk B&I fanden viele Zuschauer den Weg dorthin.

## Erfolge
- Dänischer Drittligameister: 2008/09
- Dänischer Zweitligavizemeister: 2012/13
- Dänischer Fußballpokalfinalist: 2014/15

## Spieler der Saison
- 2014/15: Rasmus Festersen

## Vestsjællands Trainer
- Juli 2008 bis März 2009:  Jeppe Tengbjerg
- Mai 2009 bis Juni 2011:  Michael Schjønberg
- Juli 2011 bis Mai 2014:  Ove Pedersen
- Mai 2014 bis September 2015:  Michael Hansen
- September 2015 bis Dezember 2015:  Michael Hemmingsen